# Tournayella
Tournayella es un género de foraminífero bentónico de la subfamilia Tournayellinae, de la familia Tournayellidae, de la superfamilia Tournayelloidea, del suborden Fusulinina y del orden Fusulinida. Su especie tipo es Tournayella discoidea. Su rango cronoestratigráfico abarca desde el Tournaisiense hasta el Viseense (Carbonífero inferior).

## Discusión
Algunas clasificaciones más recientes incluyen Tournayella en el suborden Tournayellina, del orden Tournayellida, de la subclase Fusulinana y de la clase Fusulinata.

## Clasificación
Tournayella incluye a las siguientes especies:
- Tournayella angusta †
- Tournayella costata †
- Tournayella dainal †
- Tournayella discoidea †
  - Tournayella discoidea prima †
  - Tournayella discoidea rectiformis †
  - Tournayella discoidea var. maxima †
- Tournayella gigantea †
- Tournayella hiroshimana †
- Tournayella immodica †
- Tournayella mica †
- Tournayella minoris †
- Tournayella modesta †
- Tournayella moelleri †
- Tournayella questita †
- Tournayella segmentata †
- Tournayella sichuanensis †
- Tournayella umboplicata †
- Tournayella verkhojanica †
- Tournayella vespaeformis †

Otra especie considerada en Tournayella es:
- Tournayella nonconstricta †, de posición genérica incierta

En Tournayella se han considerado los siguientes subgéneros:
- Tournayella (Costayella), aceptado como género Costayella
- Tournayella (Eotournayella), aceptado como género Eotournayella